# Škoda 30T
Škoda 30T (obchodní název ForCity Plus) je tramvaj vyráběná společností Škoda Transportation pro slovenské hlavní město Bratislavu a jeho tramvajovou síť. Jedná se o obousměrnou verzi typu Škoda 29T.

## Konstrukce
Konstrukčně vychází z typu 26T pro Miskolc. Jedná se pětičlánkovou obousměrnou tramvaj, která je z 92 % nízkopodlažní. Disponuje pěti dveřmi na každé straně karoserie a čtyřmi podvozky, z nich oba krajní jsou otočné. Do výbavy je zahrnuta klimatizace prostoru pro řidiče i cestující a kamerový systém s šesti vnějšími a šesti vnitřními kamerami.
Třetí série z roku 2024 se od předchozích liší zesílenou konstrukcí karoserie, odlišným brzdovým systémem, jiným typem klimatizace salónu pro cestující, USB nabíjecími porty pro cestující či inovovaným informačním systémem.

## Dodávky tramvají
Dopravný podnik Bratislava v roce 2013 objednal 15 tramvají za 39 milionů eur, které mají být dodány do roku 2015. Smlouva umožňovala také opci na dalších 15 vozidel, kterou DPB využil.
První vyrobený vůz typu 30T byl do Bratislavy dovezen 2. listopadu 2014 a s obdrženým číslem 7501 byl 6. listopadu toho roku slavnostně představen veřejnosti i médiím. V následujících měsících probíhala na tomto vozidle homologace nového typu a také zkušební jízdy. Do zkušebního provozu s cestujícími byla tato tramvaj poprvé vypravena 25. dubna 2015. Dodávky dalších vozů 30T do Bratislavy začaly již v březnu 2015, přičemž na konci dubna disponoval DPB sedmi vozidly. Poslední objednané tramvaje 30T byly dodány v listopadu téhož roku.
Konsorcium společností Škoda Transportation a Škoda Transtech se s modelem 30T stala vítězem i další soutěže v roce 2021. Smlouvu na dodávku 10 tramvají podepsal Dopravný podnik Bratislava v květnu 2022, dodány byly v proběhu jara 2024.

### Celkový přehled
V letech 2014, 2015 a 2024 bylo vyrobeno celkem 40 vozů ve čtyřech sériích.
| Současný stát | Město      | Článek | Typ  | Roky dodávek | Počet vozů | Evidenční čísla při dodání | Poznámky  | Zdroj  |
| ------------- | ---------- | ------ | ---- | ------------ | ---------- | -------------------------- | --------- | ------ |
| Slovensko     | Bratislava | článek | 30T0 | 2014         | 2          | 7501, 7502                 | prototypy | [ 17 ] |
| Slovensko     | Bratislava | článek | 30T1 | 2015         | 13         | 7503–7515                  |           | [ 17 ] |
| Slovensko     | Bratislava | článek | 30T2 | 2015         | 15         | 7516–7530                  |           | [ 17 ] |
| Slovensko     | Bratislava | článek | 30T3 | 2024         | 10         | 7531–7540                  |           | [ 17 ] |